# Ira Allen
Ira Allen (ur. 21 kwietnia 1751 w Cornwall, zm. 7 stycznia 1814 w Filadelfii) – jeden z założycieli niepodległego Vermontu i przywódca Green Mountain Boys. Ufundował również Uniwersytet Vermontu.

## Dzieciństwo i New Hampshire Grants
Przyszedł na świat w Cornwall w Connecticut jako najmłodszy syn w rodzinie Josepha i Mary (z domu Baker) Allenów, jego najstarszym bratem był Ethan Allen. Rodzice zapewnili mu dobre wykształcenie i zdobył zawód geodety (ang. surveyor). W 1771 r. wraz z braćmi założył firmę The Onion River Land Company i przeniósł się do Vermont. Główną działalnością firmy był handel ziemią na terenach znanych później jako New Hampshire Grants (Nadania New Hampshire), które w przyszłości miały stać się terytorium Republiki Vermontu. Bracia Allen i ich kuzyni Remember Baker, Thomas Chittenden, Seth Warner zaangażowali się w konflikt z władzami Prowincji Nowy Jork, która tereny te uznawała za własne i prowadziła na nich nadziały ziemi.

## Republika Vermontu

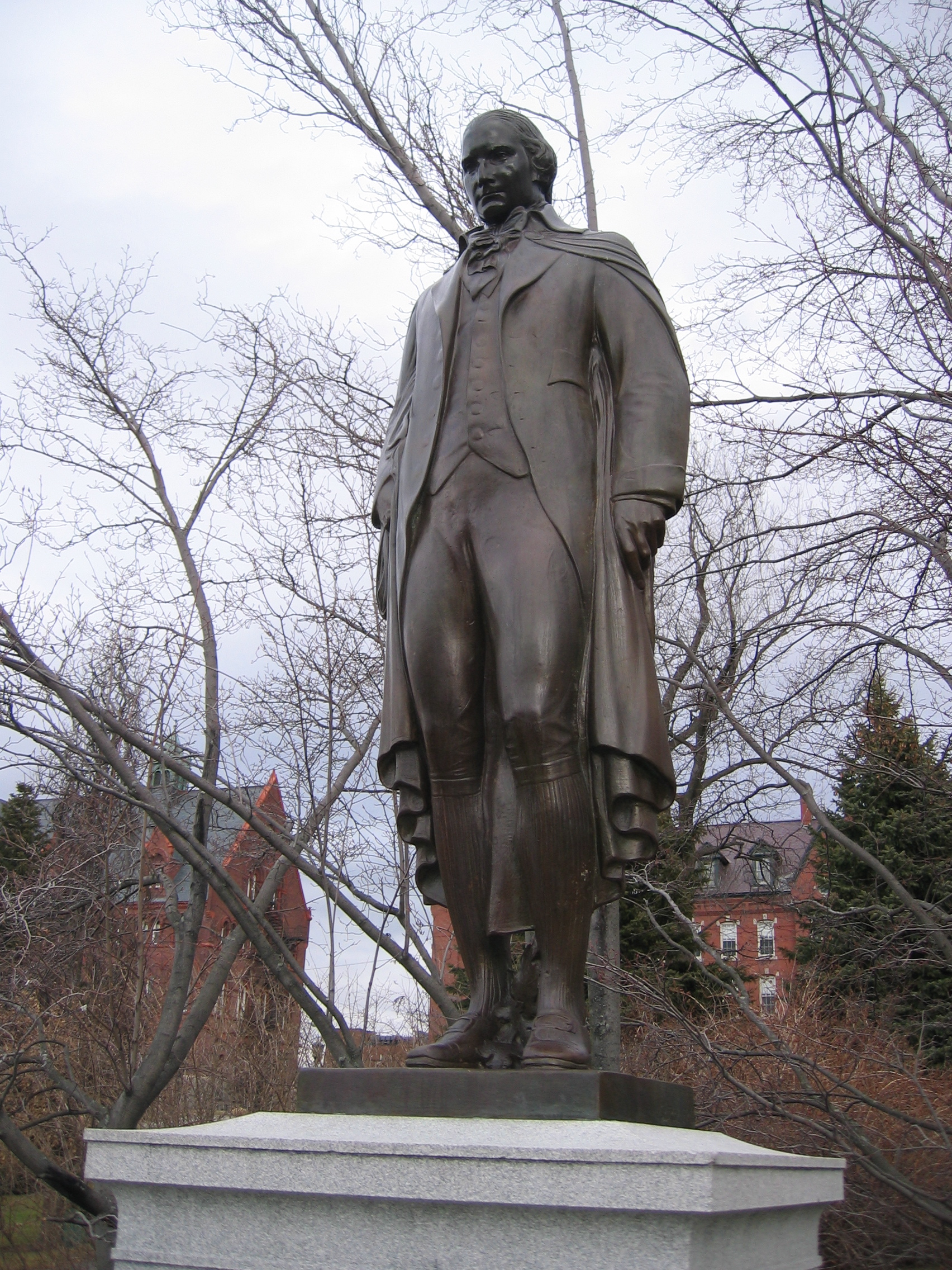
Pomnik Iry Allena na Uniwersytecie Vermont

Ira Allen w latach przed rewolucją amerykańską był czynnym działaczem publicznym Republiki Vermontu, członkiem jej Komitetu Bezpieczeństwa, gubernatorem.
Ira Allen był członkiem władz ustawodawczych Vermontu (ang. Vermont General Assembly – Vermonckie Zgromadzenie Powszechne) w latach 1776–1777. Zaprojektował pieczęć stanową tej Republiki.
Od 1778 r. był Skarbnikiem Krajowym odpowiedzialnym za budżet młodej Republiki. Pełnił również funkcję Głównego Geodety.
Nie będąc pewnym, która ze stron zwycięży w walce kolonistów i rojalistów podjął się zapewnienia pewnej przyszłości organizacji państwowej, której był współtwórcą. W tym celu podjął się rozmów z Generałem-Gubernatorem Kanady, Frederickiem Haldimanem, rozmowy miały na celu związanie Vermontu z koroną brytyjską.
W 1780 r. przedstawił Zgromadzeniu petycję wzywająca do utworzenia Uniwersytetu, zaprojektował jego pieczęć oraz wsparł powstanie własnymi pieniędzmi i dwudziestohektarową działką w Burlington.
Nazywano go "Metternich z Vermont" oraz "Ojcem Uniwersytetu Vermont".

## Po Rewolucji Amerykańskiej
W 1795 r. w ramach kontraktu z Republiką Vermont wyjechał do Francji i zakupił 20 tysięcy muszkietów i 24 działa, które miały być wykorzystywane przez siły zbrojne Vermontu (oddziały te powstały bazując na milicji Green Mountain Boys). Po wypłynięciu z francuskiego portu statek Olive Branch został złapany na morzu przez Brytyjczyków (byli w tym czasie w stanie wojny z Francją), aresztowany i zabrany do Portsmouth. Tam postawiono mu zarzut wspierania powstania w Irlandii. Został jednak uznanym za niewinnego po trwającym 8 lat procesie. Broń z została sprzedana w Nowym Jorku, ale koszty sądowe pochłonęły całą kwotę ze sprzedaży.

## Stany Zjednoczone
Fiasko wyprawy handlowej oraz złe zarządzanie majątkiem, którzy reprezentowali go podczas nieobecności – jego majątkiem była ziemia, która znacząco staniała wraz z rozrostem terytorialnym dawnych kolonii i niesprzedawana traciła na wartości – doprowadziły go do niewypłacalności. Bankructwo doprowadziło do sytuacji, że został osadzony za długi w więzieniu w Burlington. Po wyjściu z niego wyjechał do Filadelfii i tam osiadł. Tuż przed śmiercią liczył na poprawę swojej sytuacji materialnej i powrót do ukochanego Vermontu. Zmarł i został pochowany w nieoznaczonym grobie na Free Quaker Cemetery (tzw. potter's field) w Filadelfii. Później przeniesiono jego szczątki do Audubon w Pensylwanii.

## Publikacje
Opublikował:
- The Natural and Political History of Vermont, (Londyn, 1798)
- Statements Appended to the Olive Branch, (1807)